# قياس (لغة)
القياس عملية ذهنية فطرية، يقوم بها الإنسان، ليتمكن من التعبير عن أغراضه وأحاسيسه، وما يخالج ضميره من معان، ولما كانت تلك الأغراض والمعاني تتطور وتتجدد بالاستمرار مع مرور الأيام إلى درجة يصعب معها العد والحصر عجز السماع أو النقل عن الوالدين والمجتمع عن اكتساب اللغة والإحاطة بها؛ فاضطر الإنسان إلى أن يُشْرِكَ معه عقلَه «الحدس» في عملية الكسب، عن طريق بناء ما لم يدركه بواسطة حاسة السمع على ما أدركه بها؛ فكان القياس بذلك ضرورياً في حياة اللغة ونمائها وبقائها صامدة في تلبية حاجة الإنسان.
ومن هنا أصبحت دراسة عملية القياس ذات شأو كبير في الدراسات اللغوية عند العرب والهنود والإغريق منذ قديم الزمن، وكانت كذلك من أهم كائز الدرس اللغوي المعاصر لدى علماء علم اللغة الحديث.
وتظهر قيمة القياس في الدرس اللساني جليَّةً عندما نحاول دراسة تلك النظريات التقليدية في ثوبها الجديد المنبثق من النظريات اللسانية الوصفية المعاصرة؛ ومن هنا أحببت أن أدلو بدلوي بالإسهام في إجراء دراسة مقارنة في نظريات القياس وتطبيقها بين نحاة العرب، وبين رائد المدرسة الوصفية «فرديناند دي سوسير» التي تعدّ هي أساس مدارس علم اللغة الغربية، ومنطلق جميعِ نظرياتها المعاصرة، فمحاولة إقامة دراسة مقارنة بين هاتين المدرسيتين (العربية) و (الغربية) من ضمن الجهود التي أرنو إليها من أجل كشف الغطاء عن قوة التراث اللغوي العربي، وصمودها عبر الزمان.
يعرف النحو على أنه القياس على كلام العرب، وهناك القياس المنطقي الذي يهتم بالقواعد العقلية ومدى اتساقها مع أحكام العقل وبديهياته، والقياس النحوي الذي يهتم بتطبيق تلك الأحكام.

## القياس في عرف النحو
كان القياس في علم النحو إما من القياس الإستعمالي أو القياس النحوي.
فالقياس الإستعمالي: (انتحاء كلام العرب) إذن فهو تطبيق للنحو.
والقياس النحوي: (حمل غير المنقول على المنقول إذا كان في معناه).

### القياس الاستعمالي
القياس الاستعمالي وسيلة اكتساب اللغة عندالطفل، فالطفل يستطيع استظهار اللغة ومعرفة تراكيبها ونظامها، وهذه الملكة تجعله يتشرب القواعد الأساسية والأصول إلى نهاية السنة الثالثة، وتضعف هذه الملكة بالتدريج.
ومن الملاحظ أن الأطفال في هذه الفترة يضعون القواعد الكلية ثم يستثنون منها الفروع بعد ذلك؛ فمثلا عند التأنيث إذا سمع الطفل (كبير -كبيرة) (قائم - قائمة) (طويل - طويلة) فإنه يُعْمِلُ تلك القاعدة في كل الكلمات فيقول: أحمر أحمرة، سكران سكرانة، ثم يعدل ذلك بعد معرفة التأنيث لتلك الكلمات، فيعرف حمراء، وسكرى فتتجدد القاعدة بمعرفة حالات جديدة. 
يستخدم هذا القياس في المدرسة إلا إنه يختلف في:
1. القياس في المدرسة يتم وفق منهج محدد، وتتدرج الدروس من حيث السهولة والصعوبة عكس ما يتم في الأسرة.
2. القياس يتم بحسب قاعدة حاصرة يتعلمها الطفل ولا يستنبطها، فهو قياس تطبيقي على أساس نظري إذا توفرت الفرصة للجانب التطبيقي؛ وبإهمال الجانب التطبيقي ينشأ الجانب النظري فقط.

#### مميزات هذا القياس
1. يفتح أمامنا بالنمط التركيبي الواحد انماطًا لا حصر لها (مما يدل على قوة النحو الإنتاجية وثراء اللغة)
2. هذا القياس الذي نكتسب به أساليبنا في الكتابة والتكلم أيضًا
3. يطبق مجمع اللغة العربية هذا القياس في صوغ المصطلحات وألفاظ الحضارة؛ وذلك وفقا لقاعدة ابن جني «ما قيس على كلام العرب فهو من كلام العرب»

### القياس النحوي
هو النحو كما يراه النحاة، وهذا النحو هو قياس الأحكام، وهو من أهم أسس النحو وله أنواع ثلاثة؛ ذلك أن القياس إما أن تراعى فيه العلة أو لا تراعي.
- قياس الشبه: لاتراعى فيه العلة كإعراب المضارع لشبه باسم الفاعل دون علة تذكر إلا مراعاة هذا الشبه - شبه بين الفعل واسم الفاعل الذي من مادته في مطلق الحركات والسكنات وفي تعاقب المعاني عليه - .
- قياس العلة: تراعى العلة وتكون مناسبة كقياس رفع نائب الفاعل على الفاعل بعلة الإسناد في كل منهما؛ وهي مناسبة لإجراء القياس، لإسناد النائب والفاعل للفعل.
- قياس الطرد: تراعى العلة وتكون غير مناسبة؛ كقول النحاة إن (ليس) مبنية لإطراد البناء في كل فعل غير متصرف، وهذه العلة غير مناسبة.

يتضح من هذه الأنواع أمران: 
1. أن القياس هو الجانب التطبيقي لمبدأ الحتمية الذي يجبر النقص في الاستقراء الناقص.
2. أن القياس كالمجاز اللغوي بحاجة إلى علاقة تربط بين طرفيه إما أن تكون عقلية كما في المجاز المرسل أو تخيلية كما في الاستعارة.

فالعلاقة في القياس (العلة) قد تكون مناسبة أو غير مناسبة (اطراد الحكم) أو تخيلية (قياس الشبه) وهي الشبه بين المقيس والمقيس عليه.

## أركان القياس
ينقسم القياس إلى المقيس عليه، والمقيس، والعلة، والحكم 

### المقيس عليه
هو المطرد سواء أكان أصلا أم فرعا، والاطراد في السماع والقياس معا.

الإطراد في السماع: كثرة ماورد عن العرب منه كثرة تنفي عنه (المقيس عليه) أن يكون شاذا أو نادرا أو قليلا.

الإطراد في القياس: موافقة المقيس عليه لقاعدة سواء كانت أصلية أو فرعية.

وشرط المطرد في السماع ألا يكون شاذا في القياس، فإذا شذ في القياس مع اطراده في السماع فأنه يحفظ ولا يقاس عليه مثل (استحوذ واستنوقش).
- إذا اطرد المقيس عليه في القياس وقلَّ في السماع جاز القياس عليه ترخصا في كثرة المسموع مثل شنوءة «شنْى» فنقول في حلوبة «حلبى».
- إذا كثر في السماع وخالف القياس لم يجز أن نقيس عليه كما في (قرشيّ- سلميّ- ثقفيّ) لأن المنسوب إليه لم يكن مستوفيا لشروط هذا النوع من النسب الذي تحذف فيه الياء، ومع ذلك فهو كثير. وذلك لأن (موافقة القياس في هذا المجال أولى من كثرة السماع).

حالات المقيس عليه 
1. مطرد في السماع مطرد في القياس
2. مطرد في السماع شاذ في القياس
3. قليل في السماع شاذ في القياس
4. قليل في السماع شاذ في القياس

- قد يتعدد المقيس عليه مع وحدة الحكم وقد يتعدد مع اختلاف الحكم، فتعدده مع اختلاف الحكم كقياس (أي) على (بعض) وهي نظير لها وعلى (كل) وهي نقيضها، والمعروف في قواعدهم أنه «يحمل الشيء على ضده كما يحمل على نظيره»؛ أمَّا مع تعدد الحكم فذلك مانراه من اختلاف النحويين حول مسألة حيث تتعدد آراؤهم واختياراتهم بتعدد أصول قياسهم، والأمر في النهاية «اختيار» واحد من الأصول.

### المقيس
وهو نوعان أ - غير مسموع عن لغة العرب ب - مسموع غير مطرد 
1. غير مسموع عن العرب: أي ما قيس على كلام العرب وليس من كلامهم.
2. مسموع غير مطرد: ما تكلمت به العرب وكان مشكلا، فأحتاج أن يبحث عن أصوله وتقديراته مثل حَاصَيْتُ، وهَاهَيْتُ ويشير إجماع النحاة على أن الألف في هذا منقلبة عن ياء.

- كان المقيس في كثير من الأحيان يبدو في صورة مسألة من المسائل النحوية يختلف النحاة حول قياسها بالأصول في ضوء القواعد، وهذا ما كان يعرف عندهم بالحمل.

وهناك من الكلمات ما يقاس على أصل الوضع (أصل الاشتقاق، وأصل الصيغة، وقواعد التصريف من إعلال وإبدال وزيادة....) وكان المقيس من التراكيب يقاس على قواعد النحو وهوما يعرف بالصوغ.

### العلة
للعلة ارتباط بالأصل لأن ما عدل عن الأصل يحتاج لعلة لنسبه إلى الأصل.

عرفت العرب العلل ولكنها لم تبح إلا بالقليل من التعليل، فجاءت قواعد النحاة أن الأصل لا يعلل، فلا نسأل: لم رُفِعَ الفاعل؟

#### طبيعة العلة النحوية
هناك العلة الصورية: (كيفيات الظواهر التي يتخذها العلم موضوعا له). وهناك العلة الغائية: (أغراض سلوك الظواهر ومراميه).

قامت العلَّتان الصورية والغائية جنبا إلى جنب في تراثنا النحوي، وكانت الصورية تركة عصر النشأة الأولى، وكانت تبدو في قولهم: (العرب تقول كذا)؛ أما الغائية فكانت من تركة التحول الذي أصاب النحو من طابع البحث العلمي إلى طابع (التلقين التعليمي). والنحاة يجعلون العلل أربعا وعشرين على اثنى عشرة زوجا متقابلين.

#### شروط العلة
- التأثير: أن تكون العلة هي التي تربط بالحكم ولا تكون أمرا عارضا أو يرتبط الحكم بغيره.
- الطرد: أن يوجد الحكم كلما وجدت العلة والعكس فينتفي الحكم مع انتفاء العلة.
- ألا تتسم بالدور فيكون الحكم المبني عليها صالحا لأن يكون علة لها .

### الحكم
قد يحكم النحاة بالوجوب أو الامتناع أو الحسن أو القبح والضعف أو الجواز أو مخالفة الأولى أو الرخصة، وحين يقول النحويّ: (يجب كذا) فالمقصود من هذا أن الواجب أصل من الأصول التي لا يجوز للمتكلم أن يخالفها دون أن يتخطى سياج النحو .

وهناك الجواز مثل مثل جواز تقديم المفعول على الفاعل عند أمنْ الللبس .

ومتال الرخص الضرائر الشعرية فهي (تجوز للشاعر دون الناثر).
- الحكم إذا ثبت بواسطة ورود الاستعمال من قبل الفصحاء وصح القياس على قاعدته .
- يجوز إذا اختلف النحاة حول حكم أصل من الأصول أن يقاس عليه .